# Ravill
A Ravill  Kereskedelmi Vállalat  egy magyar állami vállalat volt. Átalakulás miatt jogutóddal megszűnt.

## Története
Jogelődjét Rádió- és Villamostömegcikk Nagykereskedelmi Vállalat néven (1062 Budapest, Népköztársaság útja 53.) a Belkereskedelmi Minisztérium alapította  1951. október 1-jével. Célja területileg elsősorban a főváros és a Pest megyei kiskereskedelmi vállalatok, 1963-tól pedig Komárom és Nógrád megye elektromos műszaki cikkekkel való ellátása volt. A vállalat 1964-ben engedélyt kapott kiskereskedelmi hálózat létesítésére is, amelyet ELEKTRON márkanéven, külön logó alatt szerveztek meg és így is reklámoztak.

### Profilja
Profilja műszaki cikkek, ezen belül villamos készülékek, ezek alkatrészeinek, szerelvényeinek, tartozékainak kis- és nagykereskedelme volt. A vállalat diszkont jellegű üzleteket is üzemeltetett.

### Forgalma 1978-ban
A RAVILL a forgalom nagyságát tekintve 1978-ban  Magyarország ötödik legnagyobb belkereskedelmi vállalata volt.
Éves forgalma 1978-ban  megközelítette az 5 milliárd forintot, amelynek 46 százalékát a készáruk, 54 százalékát pedig a lakásvilágítási cikkek, alkatrészek és egyéb villamossági tömegcikkek tették ki. Hálózatán keresztül 1977-ben forgalomba hozott 253 600 darab rádiókészüléket, 101 500 darab televíziót (ebből 7300 színes) 78 300 darab hűtőgépet, 54 200 darab mosógépet, 47 100 darab porszívót, 47 100 darab centrifugát, 40 600 darab magnetofont és 18 600 darab lemezjátszót.

## A privatizáció
1998-ra az állami vállalat privatizációja gyakorlatilag befejezõdött. Levéltári adatok szerint a Ravill végelszámolása 1995-ben még tartott.
A ceginfo szerint a RAVILL Kereskedelmi Vállalat  átalakulás miatt jogutóddal megszűnt.